# Huchodanahalli, Gauribidanur
Huchodanahalli là một làng thuộc tehsil Gauribidanur, huyện Chikkaballapur, bang Karnataka, Ấn Độ.